# Monte Verde
Monte Verde es un yacimiento arqueológico con evidencias de asentamientos humanos del Pleistoceno tardío, ubicado en el sector de Monte Verde en la comuna de Puerto Montt (Chile).
Consta de tres sitios: MV-I, MV-II y Chinchihuapi.; en los cuales hay restos datados en 14 500 años. Se ha postulado que posiblemente incluso puede llegar hasta una antigüedad de 18 500 años AP.
Es el primer sitio con datación reconocida y aceptada (para la fecha de 14 500 años) que cuestionó la teoría del poblamiento de América, que hasta ese momento fechaba la llegada del hombre al nuevo mundo hace no más de 13 000 años.

## Descripción
Hace 14 800 años, un pequeño grupo humano habitaba en las cercanías del río Maullín, a 27 km al oeste de la actual ciudad de Puerto Montt. Sus restos arqueológicos fueron excepcionalmente bien conservados por causas naturales fortuitas que permitieron la formación del sitio.
En 1997, una serie de estudios realizados por un grupo de científicos lo reconoció como uno de los sitios más antiguos de América habitado por seres humanos que se haya podido verificar hasta el presente.
El descubrimiento puso fin al consenso de Clovis que postulaba el poblamiento tardío del continente americano y dio sustento a ideas como la del poblamiento temprano.

### Yacimiento

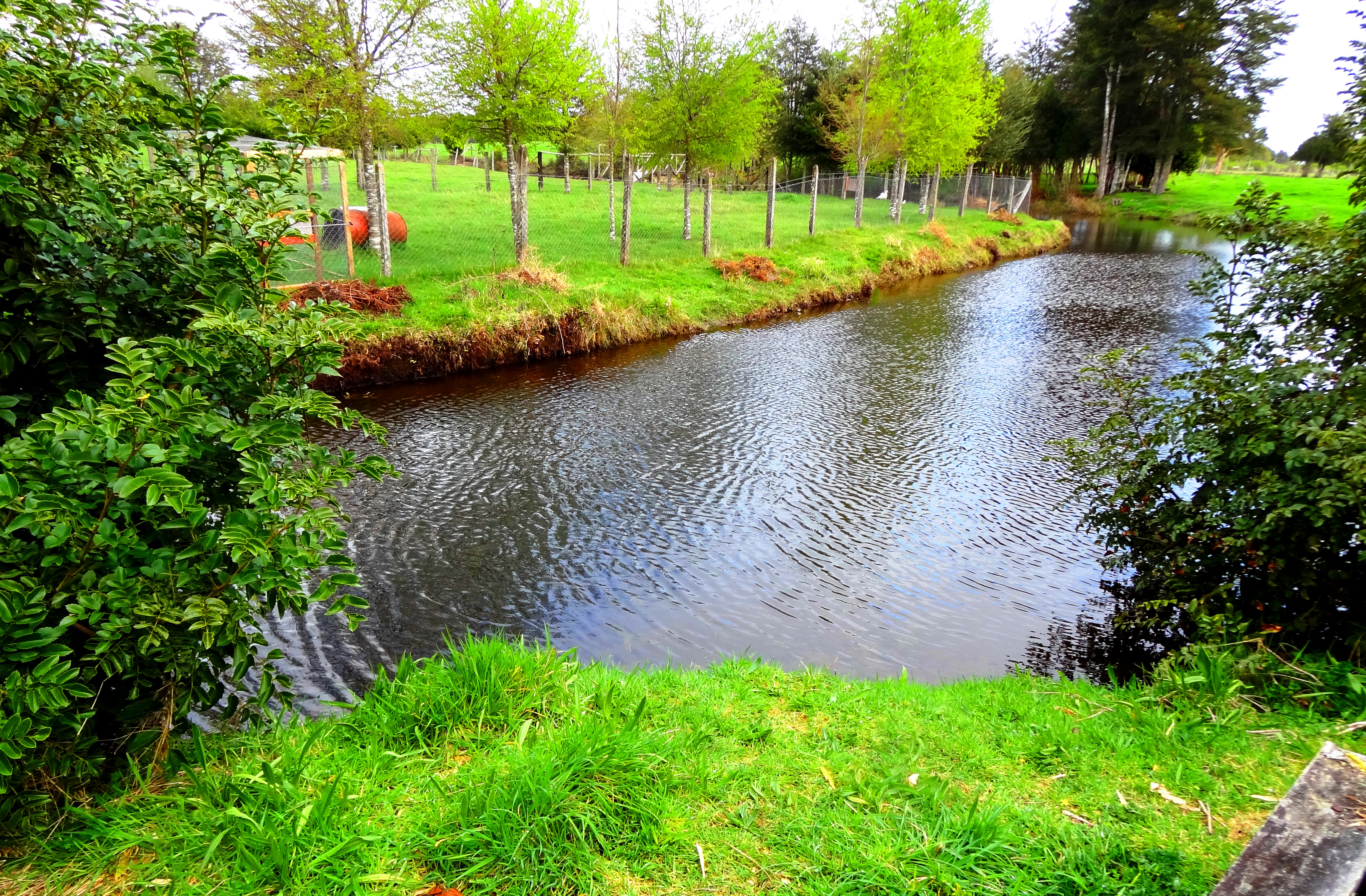
Aspecto del Yacimiento

Este yacimiento se mantiene perfectamente bien conservado, incluyendo carne y cuero de gonfoterio, cuerdas, estacas, maderas, gran cantidad de restos de alimentos y plantas y hasta las pisadas de un pie pequeño.
Esta conservación se produjo por el ascenso del nivel del agua del pequeño estero Chinchihuapi, lo que transformó el lecho del estero y el piso del sitio en el fondo de un pantano. El depósito de sedimentos pobres en oxígeno y la buena turba cubrieron el campamento de Monte Verde permitiendo que se preservara perfectamente lo que habitualmente no se conserva en un sitio arqueológico. La evolución de este pantano en presencia de una gran cantidad de hierro proveniente de los volcanes andinos, originó sobre esta turba un segundo sello formado por óxido de hierro, duro como una roca, pero más importante, impermeable al agua de las lluvias sureñas.

## Arqueología

### Descubrimiento
En el año 1973 campesinos locales, específicamente pertenecientes a la familia Barría, cambiaron a pala y picota el curso del estero Chinchihuapi para facilitar el tránsito de sus yuntas de bueyes que tiraban carretas que transportaban largos troncos. Al año siguiente, la erosión causada por la modificación del estero dejó a la vista grandes huesos de gonfoterios —parientes de los mastodontes— que los habitantes locales no supieron reconocer, pero que los Barría guardaron por curiosidad. En 1976, por azar, un estudiante de la Universidad Austral de Chile, Luis Werner, de paso por el lugar recibió los huesos de la familia Barría, y este se los entregó al profesor belga Maurice van de Maele (1914-1986) y al chileno Carlos Troncoso, quienes visitaron Monte Verde e incrementaron la colección de huesos recogiendo los que estaban a la vista en los estratos del Chinchihuapi.

### Investigación
Las investigaciones en el sitio Monte Verde han identificado dos componentes: Monte Verde I (MV-I) y Monte Verde II (MV-II).
Monte Verde tenía instrumentos líticos, óseos, una rica colección de madera y muchísimos restos de plantas. Entre los restos de madera había vestigios de la arquitectura más temprana descubierta en América. Las condiciones de conservación del sitio permitieron recuperar una vivienda de gran tamaño con forma de carpa o toldo. Su estructura, formada por ramas de árboles y cubierta con cueros de animales, es muy parecida a las viviendas de los posteriores grupos tehuelches de la Patagonia y semejante a las chozas de los kawésqar de los canales patagónicos.
La exploración comenzó en 1977 cuando el grupo de investigadores liderado por el arqueólogo Tom Dillehay excavó un pozo de exploración con 4 de sus alumnos del Bachillerato de la Universidad Austral de Chile. Inmediatamente, Dillehay se dio cuenta de que estaba frente a un asentamiento completamente diferente a los sitios de la cultura Clovis; este sitio representaba un lugar de campamento de recolectores y cazadores semisedentario a sedentario. Posteriormente se pudo inferir que los habitantes de Monte Verde poseían conocimientos de la estacionalidad y de las fluctuaciones ambientales y que mantenían relaciones de intercambio con otros grupos humanos de zonas lejanas.
En 1979, gran parte de la cultura Monte Verde y su historia natural ya había sido comprendida y fue presentada en el XII Congreso Nacional de Arqueología en el Campus Teja de la Universidad Austral de Chile, en la isla Teja (Valdivia).
Los resultados de distintos estudios fueron publicados en Estados Unidos por Dillehay en 1989 en su primer tomo respectos a los hallazgos de Monte Verde. Posteriormente, en enero de 1997, estando en la Universidad de Kentucky y en el momento en que se preparaba la publicación del segundo tomo se prepara la visita de un grupo de científicos para visitar el sitio en Chile donde pudieron observar en terreno las excavaciones, los perfiles y tomar muestras para las dataciones radiocarbónica. El día 12 de enero en la localidad de Pelluco, cerca de Puerto Montt, diez científicos visitantes tras haber visto las pruebas votaron a favor de Monte Verde. Este hecho sería el inicio del término del llamado paradigma Clovis.
La datación fue confirmada por un equipo internacional de científicos que visitó el sitio en 1997, siendo desde ese año reconocido por la mayor parte de la comunidad científica, como uno de los sitios más antiguos habitados por seres humanos en América que se haya podido verificar hasta el presente.
El año 2002 se publicaría un nuevo texto por la Editorial del Institución Smithsonian sobre el sitio Monte Verde que corregía errores publicados en el segundo tomo de 1997. Solo el año 2004 se publica en Chile un resumen de las investigaciones en idioma español.
Posteriormente, en 2007, Monte Verde sería relacionado con un nuevo yacimiento arqueológico conocido como Pilauco Bajo, postulándose que ambos sitios serían complementarios; en el que Monte Verde sería un sitio habitacional y Pilauco Bajo un lugar de caza o carroñeo.

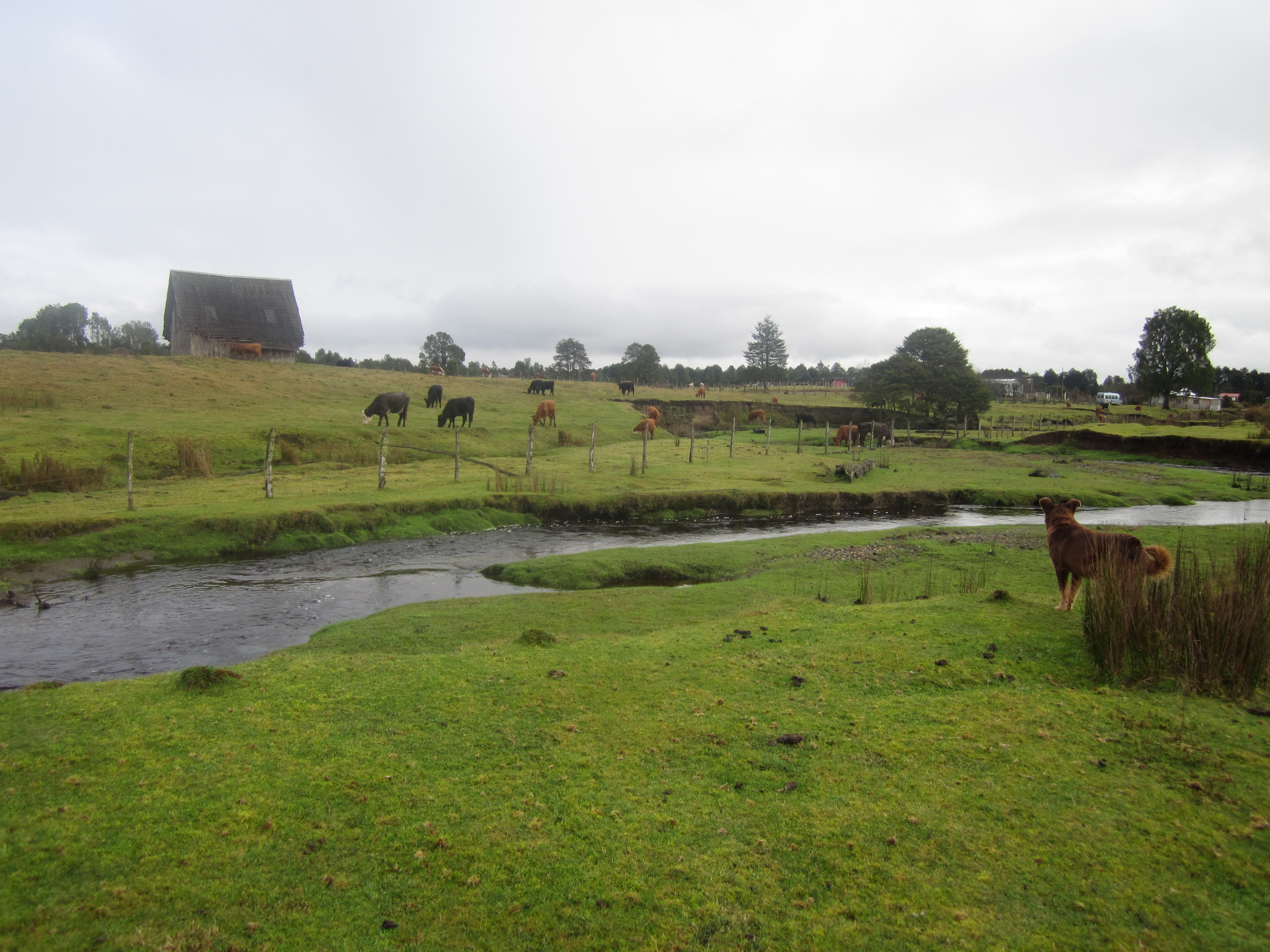
Aspecto del Yacimiento desde otra perspectiva

El 9 de mayo de 2008, un equipo de Science informó que se identificaron nueve especies de algas marinas recuperadas de hogares y otras áreas en el antiguo asentamiento. Las muestras de algas fueron datadas entre 14.220 y 13.980 años AP, confirmando que MV-II se ocupó más de 1.000 años antes que cualquier otra forma fiable de fecha de los asentamientos humanos en el cono sur de América.
El 26 de noviembre de 2013, se retomaron las excavaciones por el arqueólogo Tom Dillehay (y financiado por la National Geographic) con el objetivo de encontrar restos y comprobar definitivamente la antigüedad postulada.
Herramientas de piedra, restos de fauna y áreas quemadas evidencian actividades humanas transitorias, datadas por carbono-14 y luminiscencia, entre 18.500 y 14.500 años AP. La presencia de materiales líticos y especies de plantas procedentes de otras áreas, especialmente las de playas costeras y estuarios, dan cuenta de que los grupos humanos que recorrieron Monte Verde en esa época tuvieron contacto directo o mediante redes de trueque con los lugares costeros del Pacífico y posiblemente con los pasos a través de los Andes y hasta la estepas argentinas. El patrón de poblamiento hace 18 mil años fue probablemente el de grupos pequeños de personas adaptadas estacionalmente a climas fríos y ambientes boreales durante los meses más cálidos. Desde hace 17 mil años, cuando el ambiente cambió al de un bosque patagónico norteño ligeramente más cálido y aún más después del año 15.000 AP, cuando el estero de Chinchihuapi se formó, los grupos se establecieron por estancias más largas, como es evidenciado por recursos más variados, por los tipos de artefactos y por los depósitos culturales más extensos.

### Repercusiones
Los descubrimientos de Monte Verde y otros yacimientos antropológicos de América, tales como Piedra Museo (Argentina), Pedra Furada (Brasil), Topper (EE. UU.) han replanteado completamente la teoría predominante sobre el poblamiento de América, teoría del poblamiento tardío, fundada sobre la cultura Clovis, que sostiene que el hombre solo ingresó al continente americano hace aproximadamente 13 500 años, y han dado fundamento a una nueva teoría del poblamiento temprano de América, que ubica la fecha de ingreso entre 23 000 y 50 000 años a. C., al mismo tiempo que modifica las teorías sobre las rutas de entrada y difusión por el continente.

### Áreas de ocupación y componentes del sitio
El sitio Monte Verde está compuesto por cuatro zonas de excavación, las zonas A y D se encuentran localizadas en la ribera norte del estero Chinchihuapi, en una terraza ocupacional de 80 m de largo por 15-20 m de ancho y separadas entre sí por una distancia de 35 m. Por su parte, las zonas B y C se encuentran localizadas en la ribera sur. Las zonas de ocupación A, D y C se encuentran próximas, mientas que la zona B se encuentra a 250 metros de distancia hacia el oeste.
Las investigaciones en el sitio Monte Verde han establecido dos componentes o pisos de ocupación: Monte Verde I (MV-I) y Monte Verde II (MV-II). La zona habitacional del componente MV-II es de 3000 m² aproximadamente y donde se ha encontrado la mayor parte del material y en muy buen estado de conservación. El espesor de este piso es de 2 a 5 cm y de acuerdo a los estudios de radiocarbono se propone una ocupación para MV-II entre los 12.300 y 12.800 años. Respecto al componente cultural MV-I localizado en un promontorio alto de la ladera sur se han encontrado algunos restos datados entre los 32.840 y 33.900 años pero estos últimos no son concluyentes.

### Construcciones en la zona D y A
En Monte Verde se encontraron hasta ahora las estructuras arquitectónicas más antiguas de América localizadas en las zonas D y A del sitio.
En la ribera norte del estero y para el mismo componente MV-II se encontraron los restos de construcciones: la zona D concentra los restos de varias construcciones de viviendas con forma de carpas alargadas o toldos con subdivisiones interiores sumando un total de 12 unidades. Estas estructuras de base rectangular estaban formadas por troncos de madera en la base y estructura de ramas y quila o caña que habrían estado cubiertas con cueros, semejantes a los toldos de grupos Tehuelches de la Patagonia. Se encontraron peldaños de acceso en una de las construcciones. Además, junto a las estructuras habían estacas de madera y cuerdas vegetales con nudos (Scirpus sp.). Al interior de estas estructura se encontraron pequeños braseros. Es posible que los pisos hayan estado cubiertos con pieles dado que se encontraron miles de fragmentos de cueros de animales. Las estructuras, estacas y bases de madera fueron hechas con siete tipos distintos de maderas.
Por su parte en el zona A, también en la ribera norte del estero y tan solo a 35 metros hacia el oeste de la Zona D, se encontró una estructura en forma de espoleta cuya base estaba hecha de grava y arena endurecida que presentaba agujeros o rasgos de ramas que habrían sido enterradas. Se encontraron además troncos de madera aplanados y alisados. También se encontraron restos de 33 especímenes de cuerdas vegetales en la zona A en su mayoría de Juncus sp y. posiblemente de Scirpus sp. Esta estructura tuvo un uso o función especializada. Junto a esta estructura de espoleta se encontraron abundantes cristales de sal y además de ocre rojo.
Considerando las estructuras habitacionales de la Zona D y la estructura en forma de espoleta en la Zona A, se presume que pudieron habitar en el lugar un grupo que va entre 35 a 40 individuos.

### Artefactos encontrados

##### Rasgos
En el sitio Monte Verde se encontraron los siguientes rasgos culturales:
Braseros y fogones; hoyos, agujeros y huellas de postes; manchas de ocre y huellas de pie humano. Todos corresponden al componente MV-II. Se encontraron también rasgos de posibles fogones y minerales de posible origen cultural en el componente MV-I pero no fueron concluyentes. Particularmente en la zona D los fogones del componente MV-II contenían carbón, restos de plantas, de animales y de líticos quemados. También se encontraron fogones secundarios o braseros al interior de los espacios interiores o habitaciones al interior del toldo.
Se encontraron restos de basuras o desechos detrás de las estructuras y principalmente detrás de la construcción con forma de espoleta en la zona D. También en las proximidades del estero Chinchihuapi que enfrentaban las Zonas A y D.
Se encontraron en el componente MV-II tres huellas humanas, una de las cuales o improntas de pies humanos una de las cuales se aprecian claramente las huellas de los dedos del pie, con 13 cm.
Finalmente, se encontraron impresiones de dietes humanos en unas bolas de plantas medicinales masticables encontradas cerca de la estructura con forma de espoleta.

##### Maderas
Se encontraron más de 500 piezas de madera en contexto arqueológico, que incluyen cimientos de troncos de las construcciones, postes caídos, estacas, trozos de astillas y virutas, maderas quemadas y no quemadas. Destacan la presencia de fogones de madera, tablas de mortero, palos para excavar y otros instrumentos de madera. Del total se identificaron 13 especies de madera, que incluían maderas blandas como alerce, canelo, avellano, mañío, maqui y huahuán. Entre las maderas duras se encontraron: arrayán, luma, ulmo, coigüe, tineo, tepú y tiaca. Además se encontró restos de boldo, especie medicinal que no crece en la región. Entre los artefactos de madera hay cuencos de madera, punzones, taladros, asas y estacas. Se detectó que la mayor parte de la madera proviene de ejemplares de árboles jóvenes de no más de 10 a 20 cm de diámetro. 

##### Plantas
Entre los ejemplares botánicos se identificaron 73 taxones de plantas, todas halladas en el componente MV-II. En esto destacan algunas algas marinas traídas al sitio: Sargassum sp., Durvillea antarctica, Porphyra sp. y Gracilaria sp. También plantas costeras como Atriplex sp., Scirpus californicus y Selliera radicans, las cuales se encuentran en ambientas a más de 80 km de distancia del sitio por lo que se asume que los habitantes de Monte Verde hacían intercambio de recursos con poblaciones costeras. Se encontraron también 23 plantas o árboles con propiedades medicinales como Melí y Canelo, además de Lycopodium sp., Atriplex sp, Asteraceae sp., Carex sp. y Mimulus sp. Importante notar que la mayor parte de estas plantas con usos medicinales fueron encontradas en la zona A, cerca de la estructura con forma de espoleta y en algunos espacios habitacionales del toldo de la zona D. Entre las plantas de consumo figuran semillas de árboles como las avellanas y hongos. Diez de las plantas encontradas son exclusivamente medicinales como sanguinaria (Polygonum sanguinaria), Anagallis alternifolia y el boldo (Peumus boldo). Destaca entre las plantas encontradas algunos especímenes de papa silvestre o papa cimarrona (Solanum maglia), una de las cuales encontrada en uno de los morteros de madera.

##### Huesos y restos de fauna
Hay una cantidad importante de huesos encontrados en el sitio Monte Verde. La mayoría corresponde a huesos de Gonfoterios. Solo en las campañas de excavación realizadas entre 1977 y 1979 se recuperaron 272 huesos. A esto hay que sumar aquellos huesos encontrados en el rescate superficial realizado por en 1976 por el profesor Carlos Troncoso, llegando a más de 400 huesos en total. Un análisis de laboratorio determinó que la mayor parte de los huesos corresponden a mastodontes, entre 6 a 7 individuos adultos. Además de halló un hueso de Paleolama, varios hueros de animales pequeños y de restos de huevos. De determino que todos los huesos de mastodonte y el de paleolama eran producto de actividad humana.
Además se encontraron al menos 38 pedazos de tejido animal posiblemente restos de cueros y pieles. De estos, siete fragmentos estaban adheridos a postes de madera en el toldo o carpa alargada de la Zona D. 19 trozos no adheridos encontrados en el piso de ocupación y 3 ejemplares removidos de instrumentos líticos. Además se encontraros dos trozos grandes de tejido blando animal, posiblemente cortes de carne de músculos. Se concluyó que los habitantes de Monte Verde habrían cazado algunos mastodontes pero la mayoría era resultado de actividad de carroñeo, todo este material habría sido trasladado al sitio habitacional.

##### Material lítico
En el componente MV-II al cual se reconoce una ocupación entre los 12.300 y 12.800 años, se encontraron más de 692 piezas líticas compuestas por al menos 24 instrumentos tallados tales como 4 bifaciales, 2 choppers bifaciales, 1 núcleo y 14 lascas. Además 54 piezas líticas moldeadas por picoteo, pulimentado o molienda, que incluyen: 1 perforador, 2 piedras con acanaladuras o boleadoras, 45 esferoides pulidos y 34 manos de moler, finalmente 12 lascas por fracturación térmica. Junto al grupo anterior hay 454 especímenes líticos moldados por acciones naturales.
Para el componente MV-I de mayor profundidad y datado entre los 32.840 y 33.900 años, se encontraron solo 26 piezas líticas: 1 núcleo, 2 lascas talladas, 14 piezas con talla unifacial, 4 piezas multifaciales, 3 lascas por fractura térmica y 2 percutores.

##### Colección en Chile.
Los artefactos recuperados y que forman una colección almacenada en el Museo Histórico y Antropológico Maurice van de Maele de la Universidad Austral de Chile en la ciudad de Valdivia, Región de Los Ríos son:[cita requerida]
- 38 trozos de carne y cuero de animal.
- 11 especímenes de papa silvestre (Solanum maglia).
- 9 especies de algas, 7 de ellas comestibles.
- 23 especies de plantas no locales.
- Más de 20.000 partes de plantas pertenecientes a 55 taxones locales.
- 380 elementos arquitectónicos y herramientas hechos de madera, la mayor parte relacionada con la estructura de viviendas domésticas.
- Más de 650 líticos culturales.
- Decenas de huesos de gonfoterio y otros animales.
- Varios fogones, braseros y hoyos en distintas áreas.
- Fragmentos de cordeles y de pedazos de piola hechos de juncos.

## Protección del sitio
El sitio arqueológico cuenta con doble protección, el primero solo por el ministerio de la Ley N°17.288 de Monumentos Nacionales de 1971 en la categoría de Monumento Arqueológico.
El año 2007 el presidente de la Fundación Monte Verde y el Rector de la Universidad Austral de Chile solicitan al Consejo de Monumentos Nacionales, la protección del predio donde se encuentra el sitio arqueológico. Por lo que este organismo en sesión del 12 de septiembre de 2007 decide declarar en la categoría Monumento Histórico, varios predios con una superficie total de 8,35 hectáreas. El decreto fue firmado por la Ministra de Educación con fecha 25 de enero de 2008. La protección del área como Monumento Histórico incluyó la delimitación de un perímetro que protege los predios ubicados al sur del estero Chinchihuapi, incluyendo un predio de 1,57 hectáreas pertenecientes a Sr. Carlos Kuschel y 5,78 hectáreas pertenecientes a la familia de Arnoldo Barría. Además de un predio perteneciente a la Fundación Monte Verde y ubicado en la ribera norte del sitio de tan sólo una hectárea fue incluido en este perímetro de protección. El año 2020 la propiedad de Arnoldo Barría fue adquirida por Carlos Kuschel, sumando un total de 7,35.
El año 2008 se promulga en Plan Regulador Comunal de la comuna de Puerto Montt, donde se encuentra el sitio Monte Verde. Este sitio es considerado en el sistema histórico y cultural de la Memoria Explicativa al igual que otros sitios como Piedra Azul.
El Consejo de Monumentos Nacionales solicitó a la Unesco incorporar a Monte Verde el 23 de febrero de 2004 en la Lista Tentativa de Patrimonio de la Humanidad.

## Amenazas a la conservación

### Daño ambiental
Un grupo de vecinos de Monte Verde informó del derrame de productos químicos en el estero Chinchihuapi, que cruza el sitio arqueológico, que advirtieron flora muerta, aguas negras y concentración de espuma blanca en las aguas del estero. El hecho habría ocurrido en junio de 2016. Posterior a esto, funcionarios municipales, personal de la Fundación Monte Verde y otras autoridades visitaron el lugar.
Meses después, el alcalde de Puerto Montt presentó una demanda ante el Tribunal Ambiental de Valdivia, el 25 de mayo de 2017 se realizó una audiencia con la empresa de redes salmoneras Servinet Limitada para que reconociera el daño ambiental. La empresa acusada de ser responsable del derrame se encuentra a unos seis kilómetros aguas arriba del estero Chinchihuapi y fue formalizada por la Fiscalía de Puerto Montt en mayo de 2017 para iniciar el proceso de investigación por lo que se iniciaron peritajes con la toma de muestras en el estero por parte de la Policía de Investigaciones en julio de 2017, un año después de ocurridos los hechos. De acuerdo a la información proporcionada por la empresa las causas serían resultado de un rebalse, producto de aguas lluvias que tomaron contacto con lodos deshidratados, pero no habrían llegado hasta las aguas del estero.
El vertimiento habría contenido altas concentraciones de cobre y zinc a las aguas del estero producto por lo cual se le habría formalizado por «derrame de elementos perjudiciales para la salud humana y para el medioambiente».
Uno de los aspectos que preocupa a los investigadores es la presencia de sales de cobre en el sitio arqueológico y en particular en los fósiles que aún se encuentran en el sitio y que podrían afectar este patrimonio.
En julio de 2018 y tras dos años de los hechos, el Tribunal Ambiental estimó que aunque se habían registrados episodios de vertimientos irregulares de residuos en el estero Chinchihuapi, estos no generaron daño ambiental en el ecosistema, aunque algunas autoridades señalaron que las pruebas presentadas no habrían sido suficientes.

### Desbordes del estero
De acuerdo a personal de la Fundación Monte Verde, todos los inviernos el estero Chinchihuapi erosiona parte del sitio arqueológico, por lo que parte de las excavaciones y piezas fósiles estarían en riesgo antes de ser investigados. La erosión ya ha afectado el 80% del área excavada en los últimos 40 años por lo que se planteó la necesidad de poner muros junto al estero de bajo impacto.